# Jacob Bryant
Jacob Bryant (1715–1804) (Plymouth, 19 de agosto de 1715 — Cippenham, perto de Windsor, 14 de novembro de 1804) foi um erudito clássico, filólogo, antiquariano e mitógrafo britânico, descrito como uma das figuras mitológicas mais importantes da Inglaterra que floresceu entre o século XVIII e início do século XIX.

## Biografia
Seu pai trabalhou na alfândega de Plymouth (Devon), mudando-se, posteriormente, para Chatham. Bryant, primeiro, foi enviado para uma escola nos arredores de Rochester, e depois, para o Colégio Eton. Em 1736, foi conseguiu uma vaga no Colégio do Rei, em Cambridge, onde recebeu seu diploma de bacharelado (1740) e de Mestrado em Artes (1744), mais tarde, sendo eleito como membro e patrono. Retornou a Eton como tutor particular do Duque de Marlborough. Em 1756, acompanhou a comitiva do duque, que era mestre-geral de ordenança e comandante-chefe das forças da Alemanha, até o continente, como seu secretário particular. Foi recompensado com uma nomeação lucrativa no departamento de ordenanças, que permitiu se dedicasse aos seus gostos literários. Por duas vezes lhe foram oferecidos cargos de professor na Escola Charterhouse, porém, ele declinou.

Bryant morreu no dia 14 de Novembro de 1804, na cidade de Cippenham, perto de Windsor. Legou sua biblioteca ao Colégio do Rei, tendo feito anteriormente algumas doações apreciáveis ao rei e ao Duque de Marlborough. Deixou £2000 à "Sociedade para a Divulgação do Evangelho", e £1000 para uso dos estudantes aposentados do Eton.

## O erudito clássico e o mitógrafo
Bryant entendia que toda mitologia tinha sua origem nas Escrituras Hebraicas, e que a Mitologia Grega provinha dos relatos egípcios. Na sua obra  New System or Analysis of Ancient Mythology (1774–76), ele fez uma tentativa de associar as mitologias do mundo com as histórias registradas no livro de Gênesis. Bryant afirmava que os descendentes de Cão, filho de Noé, tinham sido os mais poderosos, porém, os povos mais rebeldes do mundo e tinham dado origem às mais antigas e clássicas civilizações. Ele chamou de "Amonianos" esses povos, porque, acreditava ele, que o deus Amon dos egípcios era uma forma deificada de Cão. Afirmava ele que Cão tinha sido identificado como sol, e que muitos aspectos da religião pagã europeia derivava da adoração do sol.
O orientalista John Richardson (1741-1795), autor de um Dicionário Persa-árabe-inglês (1778-1780), e o filólogo Sir William Jones (1746-1794) foram seus principais oponentes, tendo o primeiro feito algumas críticas no prefácio do seu dicionário. 
Em suas obras sobre Troia, Bryant se esforça por mostrar que a existência dessa cidade e da expedição grega eram puramente mitológicas, sem fundamentos na história real. Andrew Dalzel (1742-1806), em 1791, traduziu uma obra de Jean-Baptiste Lechevalier (1752-1836), sob o título de Descrição da Planície de Troia. Bryant respondeu com Observações sobre um Tratado ... (a respeito) da Planície de Troia (1795) e Uma dissertação relativa à Guerra de Troia (1796?). O resultado foi uma acirrada controvérsia, onde Bryant foi atacado por Thomas Falconer (1772–1839), John Morritt (1772–1843), William Vincent (1739-1815), e Gilbert Wakefield (1756-1801).

## Obras
- Observations and Inquiries relating to various Parts of Ancient History (1767).
- A New System, or an Analysis of Ancient Mythology, onde ele faz uma tentativa de mergulhar na Tradição da Mitologia, reduzindo a Verdade à sua Pureza Original (1774-1776).
- Vindication of the Apamean Medal (1775), onde conseguiu o apoio do grande numismata Eckhel.
- An Address to Dr Priestley upon his Doctrine of Philosophical Necessity (1780).
- Vindiciae Flavianae, a Vindication of the Testimony of Josephus concerning Jesus Christ (1780).
- Observations on the Poems of Thomas Rowley, in which the Authenticity of those Poems is ascertained (1781).
- Treatise upon the Authenticity of the Scriptures, and the Truth of the Christian Religion (1792).
- Observations upon the Plagues inflicted upon the Egyptians (1794).
- Observations on a Treatise, entitled Description of the Plain of Troy, by Mr de Chevalier (1795).
- A Dissertation concerning the War of Troy, and the Expedition of the Grecians, as described by Homer, with the view of showing that no such expedition was ever undertaken, and that no such city as Phrygia existed (1796).
- The Sentiments of Philo Judaeus concerning the Λόγος or Word of God (1797).